# Furness Vale
Furness Vale – wieś w Anglii, w hrabstwie Derbyshire, w dystrykcie High Peak. Leży 59 km na północny zachód od miasta Derby i 241 km na północny zachód od Londynu. Miejscowość liczy 1500 mieszkańców.